# (100137) 1993 SD7
(100137) 1993 SD7 es un asteroide perteneciente al cinturón de asteroides, descubierto el 17 de septiembre de 1993 por Eric Walter Elst desde el Observatorio de La Silla, Chile.